# Schönau (Chemnitz)
Schönau, Chemnitz-Schönau – dzielnica miasta Chemnitz w Niemczech, w kraju związkowym Saksonia. 